# 奥列格·卡甘
奥列格·莫伊谢耶维奇·卡甘（俄语：Олег Моисеевич Каган，1946年—1990年）是前苏联小提琴演奏家。

## 生平
1946年出生于南萨哈林斯克，从小随家人搬到拉脱维亚生活，在里加接受音乐教育。13岁跟随小提琴家鲍里斯·库兹涅佐夫来到莫斯科中央音乐学院学习。1964年在罗马尼亚布加勒斯特的比赛中获奖。1965年在第一届西贝柳斯国际小提琴比赛中获得第一名。1966年在柴可夫斯基國際音樂比賽获小提琴二等奖。1968年在莱比锡巴赫国际音乐比赛获一等奖。在成名后，他在各地进行巡回音乐会。他的主要合作者是钢琴家斯维亚托斯拉夫·里赫特。
1986年获得俄罗斯苏维埃联邦社会主义共和国功勋艺术家称号。
受癌症的困扰，他于1990年7月15日在慕尼黑去世。后安葬于莫斯科瓦甘科沃公墓。

## 個人生活
他的第一任妻子是伊丽莎白·莱昂斯卡娅。第二任妻子是大提琴家娜塔莉娅·古特曼。

## 外部連結
- 奥列格·卡甘的Discogs页面（英文）